# 9870 Maehata
9870 Maehata è un asteroide della fascia principale. Scoperto nel 1992, presenta un'orbita caratterizzata da un semiasse maggiore pari a 2,3419418 UA e da un'eccentricità di 0,1684391, inclinata di 3,71206° rispetto all'eclittica.